# 中央マムジュ県
中央マムジュ県(ちゅうおうマムジュけん、インドネシア語: Kabupaten Mamuju Tengah)はインドネシア中部、スラウェシ島西岸の西スラウェシ州にある県。2012年12月14日に設立された県で、それまではマムジュ県の一部であった。

## 自治体
県は5の郡 (kecamatan)からなり、2010年の国勢調査では以下のようであった。
| 名称              | 人口 2010年 |
| ----------------- | ----------- |
| Budong-Budong     | 22,823      |
| Pangale           | 11,418      |
| Topoyo            | 25,767      |
| Karossa           | 22,004      |
| トバダク(Tobadak) | 23,637      |